# 登坂恵里香
登坂 恵里香（とさか えりか、1967年 - ）は、日本の脚本家であり、漫画原作者。

## 人物
群馬県渋川市出身。早稲田大学第一文学部卒業。在学中は早稲田大学演劇研究会に所属し、役者として活動。卒業後、会社員をしながらシナリオ・センターでシナリオを学び、1993年、集英社YOUの原作募集コンクールで「彼女が髪を切る時」が大賞を受賞。同誌にて漫画原作者としてデビュー。1996年、「ラブの贈りもの」（ＴＢＳ）で脚本家としてもデビュー。

## 作品

### 漫画原作
- 彼女が髪を切る時（集英社YOU　1993年 7号　作画:深沢かすみ）
- 泣く女、走る男（office you 1994年 2号　作画:真壁朱実）
- マイ・ガール（you SPECIAL 1995年10月31日号　作画:真壁朱実）
- ロータス・ガーデン（集英社ＹＯＵ　2000年 17号～2003年 13号　作画:小塚敦子）
- 理香子～ロータス・ガーデン特別編～（集英社YOU　2003年22号～24号　作画:小塚敦子）
- 虹のかなた（集英社ＹＯＵ　2004年 14号～21号　作画:渡辺未知）※楠本ひろみと共同執筆
- ヒノエウーマン（集英社ＹＯＵ　２００６年３号～９号　作画:小田ゆうあ）
- High ～銀座の星を目指す女たち～（集英社YOU　2006年21号～2007年15号　作画:渡辺未知）
- カイシャの保健室（集英社YOU　2011年 14号　作画:池田ユキオ）
- Brush UP! ※第5話～第8話（集英社YOU 2013年 2号～6号　作画:上森優）　※第１話～４話の原作は荻田美加

### 学習漫画シナリオ
- 世界の伝記ＮＥＸＴ「ヘレン・ケラー」（集英社2015年　漫画：海野そら太）
- 満点ゲットシリーズせいかつプラス「ちびまる子ちゃんの時間の使いかた」（集英社2019年）
- 満点ゲットシリーズせいかつプラス「ちびまる子ちゃんのラクラク勉強法」（集英社2020年）
- 満点ゲットシリーズ「ちびまる子ちゃんの自由研究」（集英社2021年）
- 満点ゲットシリーズせいかつプラス「ちびまる子ちゃんの友だちづき合い」（集英社2022年）
- 満点ゲットシリーズせいかつプラス「ちびまる子ちゃんの仕事の見つけかた」（集英社2022年）
- 満点ゲットシリーズせいかつプラス「ちびまる子ちゃんのお金の使いかた」（集英社2024年）

### テレビドラマ
- ラブの贈りもの（1996年、TBS）※デビュー作。全30話執筆
- ラブの贈りもの２（1997年、TBS）※飯野陽子と共同執筆
- 虹のかなた（2004年、毎日放送、ＴＢＳ系）※楠本ひろみと共同執筆

### 映画
- チェスト！（2008年公開）
- カノン（2016年公開[4]）

### 小説
- チェスト！（2007年、ポプラ社）

## 関連書籍
- ラブの贈りもの（1996年初版、汐文社　ノベライズ:広鰭恵利子、2008年改訂版）
- ラブの贈りもの２（1997年初版、汐文社　ノベライズ:広鰭恵利子、2008年改訂版）